# Bussière-Nouvelle
Bussière-Nouvelle là một xã thuộc tỉnh Creuse trong vùng Nouvelle-Aquitaine miền trung nước Pháp. Xã này nằm ở khu vực có độ cao trung bình 616 mét trên mực nước biển.
Thị trấn có cự ly khoảng 15 dặm (24 km) về phía đông bắc của Aubusson gần giao lộ của D998 và tuyến đường D27.

## Dân số
| 1962                                                        | 1968 | 1975 | 1982 | 1990 | 1999 | 2005 |
| ----------------------------------------------------------- | ---- | ---- | ---- | ---- | ---- | ---- |
| 146                                                         | 165  | 141  | 130  | 113  | 105  | 110  |
| Số liệu điều tra dân số từ năm 1962 Dân số chỉ tính một lần |      |      |      |      |      |      |

## Địa điểm nổi bật
- Nhà thờ St.Madeleine, từ thế kỷ 13.
- Nhà thờ tại Blavepeyre, thế kỷ 16.